# Гувернёр

Гувернантка с подопечными

Гувернёр  (фр. gouverneur — «управляющий») или гуверна́нтка (в зависимости от пола), также бонна (фр. bonne — няня), если речь идёт о женщине, нанятой воспитательницей детей в семье. В отличие от няни, воспитывает детей более старшего возраста и занимается с ними определёнными учебными предметами (прежде всего, иностранным языком).

## В России
Первые гувернёры появились в России в эпоху Петра I в связи с приобщением российской элиты к европейской культуре. После указа 1737 года императрицы Анны Иоанновны об образовании дворянских детей в Россию для поступления в гувернёры стал прибывать целый поток иностранцев, который не прекращался до самого конца царствования Александра I. Среди гувернёров было много немцев, Англичан, итальянцев, но уже в 1750-х годах наиболее востребованы оказались французы, а также франкоговорящие швейцарцы. Зачастую это были люди без какого-либо образования, их брали в гувернёры лишь за знание иностранного языка.

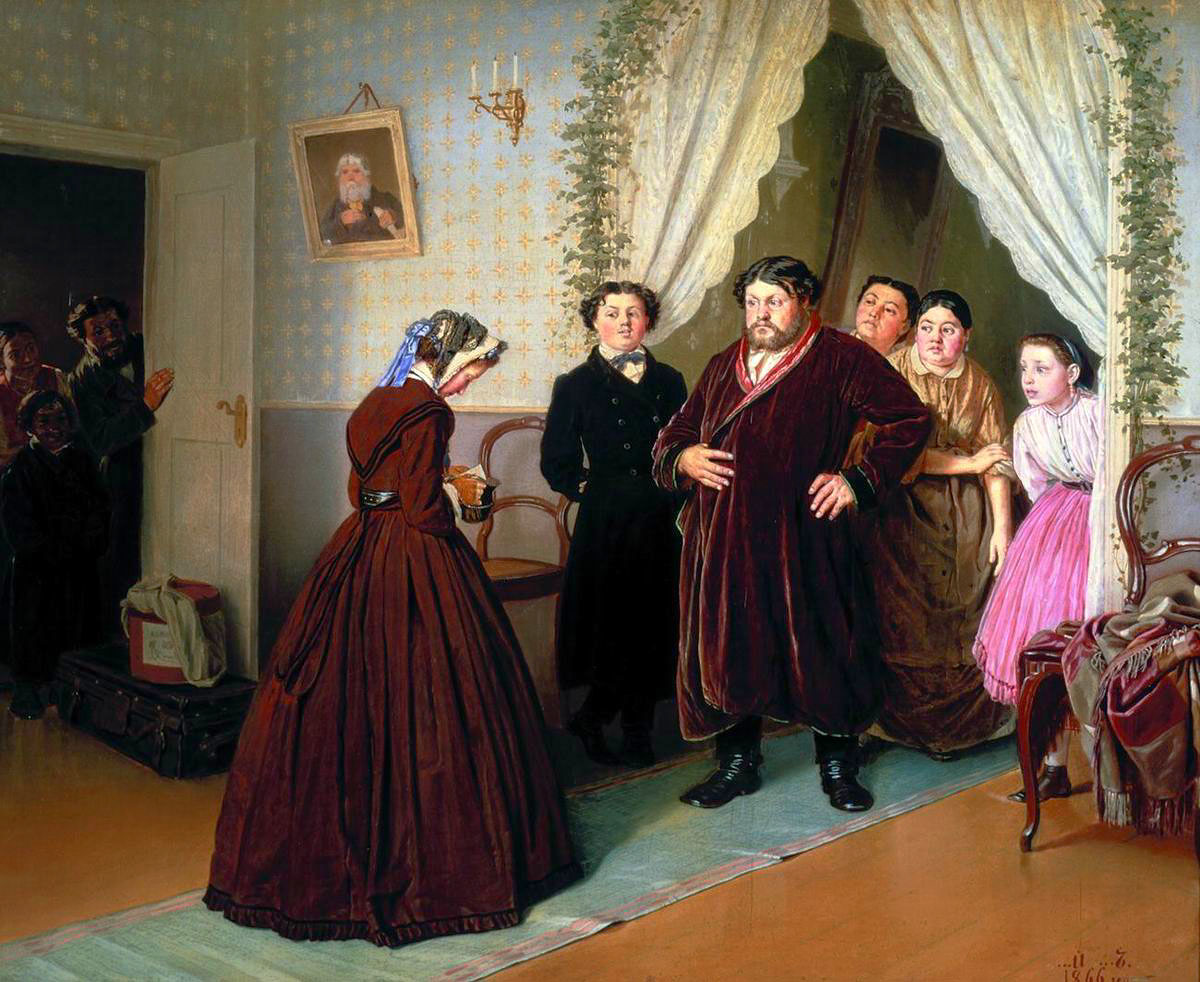
Картина Василия Перова «Приезд гувернантки в купеческий дом» (1866 год)

В конце XVIII века был издан указ, предписывающий гувернёрам и учителям-иностранцам иметь аттестаты Академии наук или Московского университета (с 1804 года аттестаты выдавали также гимназии). В противном случае им грозила высылка из страны, а их хозяевам — штраф в 100 рублей. От экзаменов освобождались лишь выпускники университетов и духовных академий, а также девушки, окончившие учебные заведения по ведомству Министерства народного просвещения.
После Отечественной войны 1812 года при найме гувернёров русская аристократия стала отдавать предпочтение французским аббатам.
Гувернёра предпочитали брать немолодого и женатого, среди гувернанток более всего ценились немолодые, а из молодых — некрасивые (что должно было гарантировать серьёзность и отсутствие сексуальных связей с членами семьи).
С начала XIX века высокий процент среди гувернанток составляли уже русские воспитательницы. В 1834 году было издано Положение о домашних наставниках и учителях, согласно которому они должны были быть непременно христианами и российскими подданными. Обязательным стало «Удостоверение о нравственных качествах», выдававшееся учебным заведением, где наставник или гувернёр получил образование, а также отзыв с места его жительства.
В 1862 году в столице Российской империи издавался журнал «Гувернантка».
Гувернёры и особенно гувернантки были обычным явлением в Российской империи вплоть до 1917 года.
С 1990-х годов в России стало возрождаться обучение и воспитание в условиях семьи с помощью профессиональных педагогов-гувернёров.

## В Великобритании

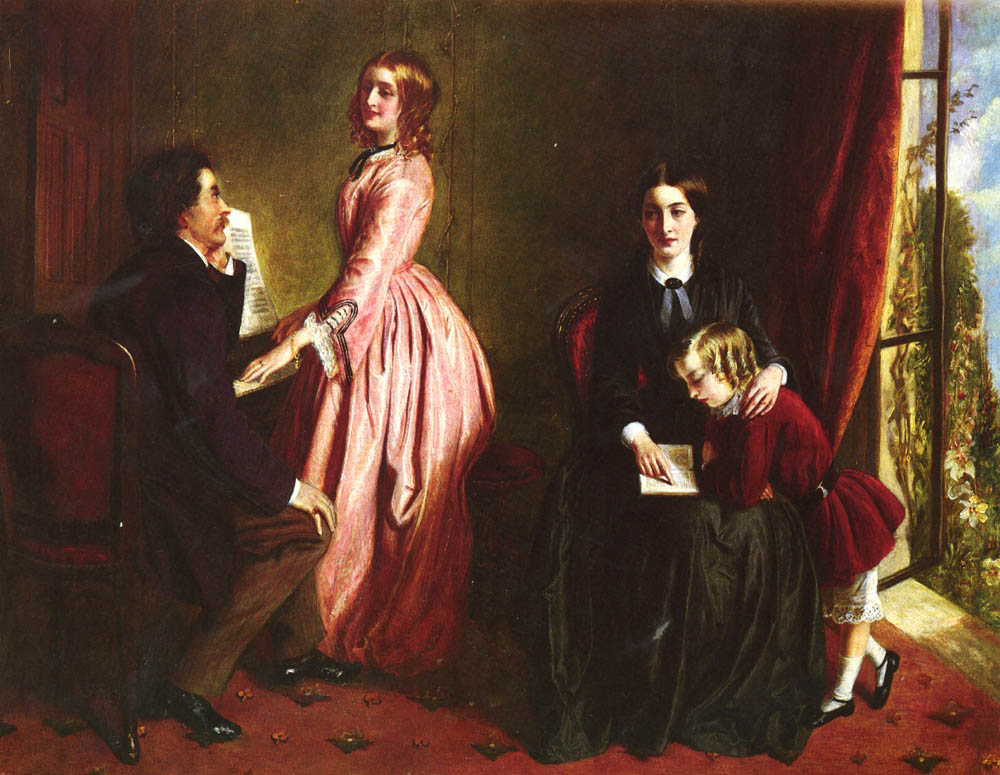
Картина Ребекки Соломон «Гувернантка» (1851 г.)

Гувернантки были обычным явлением в Англии ещё при Тюдорах. Однако в XIX веке активно нанимать на службу гувернанток стал «средний класс». Гувернантками становились девушки из «хороших семей», попавшие в тяжёлую финансовую ситуацию, и их положение считалось незавидным. Достаточно большое число британских семей нанимали на должность гувернанток француженок и немок.

## Известные гувернёры и гувернантки
- Жанлис, Стефани-Фелисите Дюкре де Сент-Обен
- Бронте, Шарлотта
- Лагарп, Фредерик Сезар
- Ромм, Шарль-Жильбер
- Жуковский, Василий Андреевич
- Будри, Давид де
- Леонуэнс, Анна

## В художественной литературе
- Currer Bell «Jane Eyre» («Джейн Эйр») (1847)
- Henry James «The Turn of the Screw» («Поворот винта») (1898)
- Anne Brontë «Agnes Grey» («Агнес Грей») (1847)
- William Makepeace Thackeray «A Novel without a Hero» («Ярмарка тщеславия») (1848)
- Владимир Набоков «Mademoiselle O» («Мадемуазель О.») (1936)
- Чехов, Антон Павлович «Размазня».